# Klaus Ottmann

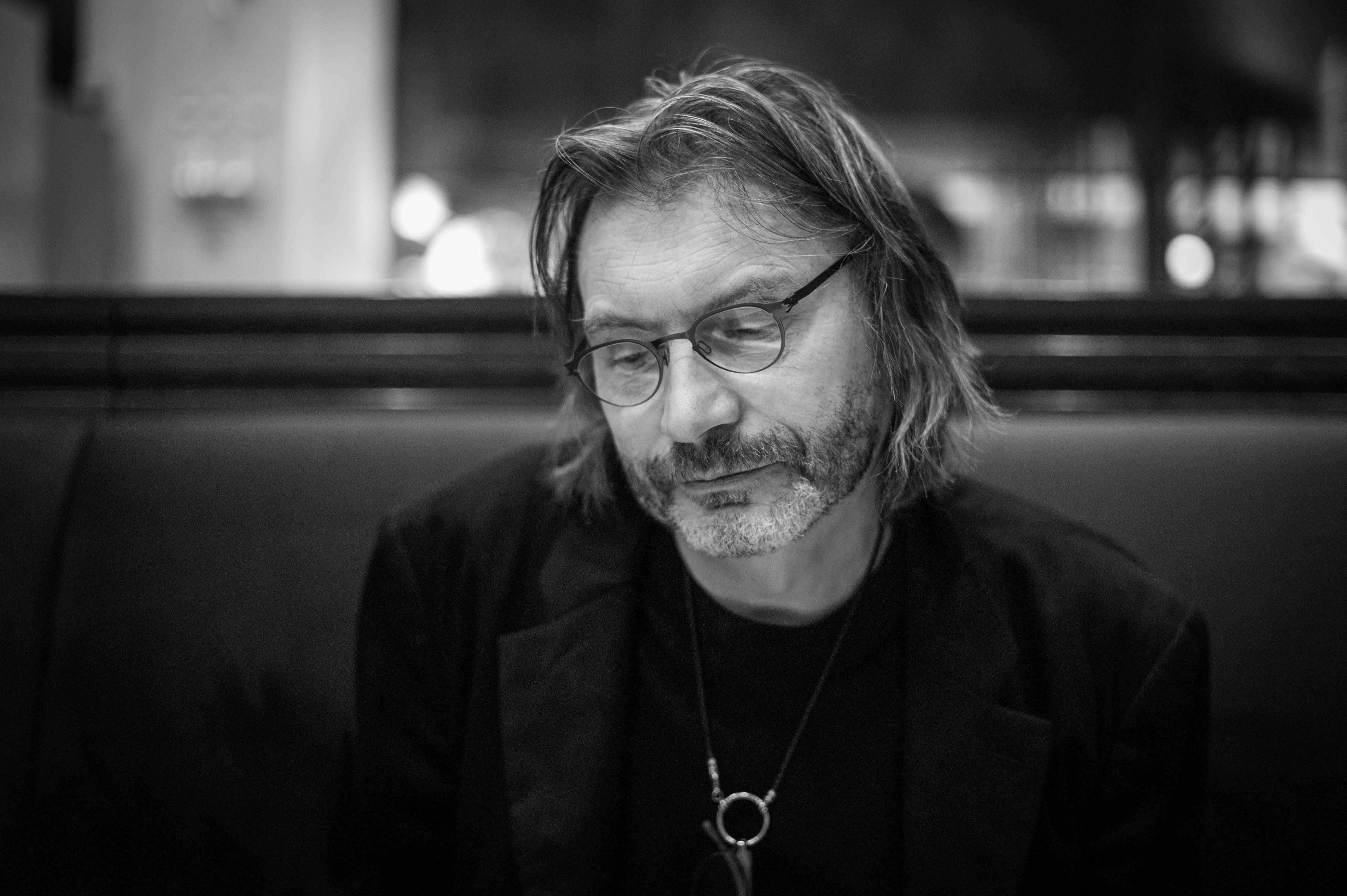
Klaus Ottmann in New York in 2013

Klaus Ottmann (* 1954 in Nürnberg) ist ein freier Kurator, Schriftsteller und Editor.

## Leben
Er erhielt einen Magister in Philosophie von der Freien Universität Berlin. Ottmann ist wohnhaft in New York.
Ottmann ist Kurator im Philipps Collection-Museum und lehrt Kunsttheorie und Ausstellungen in der School of Visual Arts, New York.
Er war Kurator bei über 40 Ausstellungen, darunter 
- Hirshhorn Museum and Sculpture Garden, Washington D.C.
- Dallas Museum of Art, Dallas
- Schirn Kunsthalle, Frankfurt
- Musée d’art moderne et contemporain, Straßburg
- Haus der Kunst, München

Klaus Ottmann ist außerdem Chefredakteur bei dem kleinen Verlag Spring Publications und er verlegt das Journal of contemporary Art.